# کارلوس اوگو کریستنسن
کارلوس اوگو کریستنسن (اسپانیایی: Carlos Hugo Christensen‎ زاده ۱۵ دسامبر ۱۹۱۴ در سانتیاگو دل استرو - درگذشته ۳۰ نوامبر ۱۹۹۹ در ریو دو ژانیرو) کارگردان، فیلم‌نامه‌نویس و تهیه‌کننده اهل آرژانتین بود.

## فیلمشناسی
- شانزده (۱۹۴۳)
- دام (۱۹۴۹)